# Comité Permanente Provincial del Partido Comunista Chino
Los Comités Permanentes Provinciales del Partido Comunista Chino, comúnmente conocidos como Shengwei Changwei (en chino :省委常委; pinyin: shěngwěi chángwěi), son las organizaciones administrativas en las provincias del Partido Comunista de China (PCCh). Sus funciones son la gestión diaria de los asuntos cotidianos del partido en su respectiva provincia/región autónoma/municipalidad y son seleccionados entre los miembros del Comité del Partido a nivel provincial en general.

## Terminología
- Shengwei Changwei (省委常委), técnicamente, sólo se refiere a los miembros del Comité Permanente de una provincia. Los miembros del Comité Permanente de los cuatro municipios controlados directamente se conocen como Shiwei Changwei (市委常委). Los miembros del Comité Permanente de las regiones autónomas son conocidos como Zizhiqu Dangwei Changwei (自治区党委常委) o Qu Dangwei Changwei (区党委常委), para abreviar.
- Changweihui (常委会): El Comité Permanente o, alternativamente, es una reunión del Comité Permanente (dependiendo del contexto en el que se utilice este término)
- Ruchang (入常): ser seleccionado para unirse al Comité Permanente o ingresar al Comité Permanente. El mismo término puede usarse para los miembros del Comité Permanente del Politburó. Este término es una abreviatura y se hizo popular durante la era de Internet.
- Shengwei Weiyuan (省委委员) se refiere a un miembro del Comité del Partido a nivel provincial, que es distinto del Comité Permanente. Los miembros del Comité Permanente son seleccionados entre los miembros del Comité del Partido.

## Membresía y calificaciones
En cada provincia, municipio bajo control directo o región autónoma, el número de miembros de un Comité Permanente oscila entre 11 y 15 personas. Los miembros principales se clasifican según el cargo que desempeñan. El secretario del Partido (o jefe del partido) ocupa el primer puesto, seguido por el jefe de gobierno (llamado "gobernador" en las provincias, "alcalde" en los municipios y "presidente" en las regiones autónomas), siempre en segundo lugar, y un vicesecretario del Partido zhuanzhi (es decir, un vicejefe del partido "a tiempo completo" que supervisa los asuntos del partido) siempre ocupa el tercer puesto. A menudo, pero no siempre, un secretario de inspección disciplinaria ocupa el cuarto puesto. Aparte de estas convenciones de clasificación establecidas, los demás rangos de los Comités Permanentes se ordenan por la fecha de ascenso al nivel subprovincial (viceministro) (entre otras cosas).
En general, los jefes del Departamento de Organización a nivel provincial (encargado de los recursos humanos y el personal) y del Departamento de Propaganda (encargado de difundir la agenda del partido) obtienen asientos ex officio en el Comité Permanente a nivel provincial. Por lo general, el jefe de la Zhengfawei (es decir, la Comisión de Asuntos Políticos y Jurídicos), el Secretario de Inspección Disciplinaria, el Secretario General del comité del partido, un representante de las fuerzas armadas (por lo general, un comisario o un oficial al mando del distrito militar local) y el subdirector de gobierno de primer rango también tienen asientos en el Comité Permanente. En las provincias y regiones autónomas, los jefes del partido de la capital provincial también suelen formar parte del Comité Permanente. Los jefes del partido de otras grandes subdivisiones también pueden formar parte del Comité Permanente, aunque esta no es una regla estricta. Ocasionalmente, el jefe del Departamento del Frente Unido a nivel provincial y el presidente de la organización de la Federación de Sindicatos provincial también tienen un asiento en el Comité Permanente.
Los Shengwei Changwei son considerados funcionarios de nivel subprovincial (fushengji), lo que significa que sus rangos son equivalentes a los de un vicegobernador provincial o un viceministro del estado. Cuando están presentes tanto Shengwei Changwei como vicegobernadores provinciales (que no son también Shengwei Changwei ), el Shengwei Changwei tiene un rango superior al del vicegobernador. A los miembros del Comité Permanente Provincial se les concede el rango fushengji si su puesto concurrente no les otorga ya un rango igual o superior. Por ejemplo, el jefe del partido de Xining, capital de la provincia de Qinghai, de otro modo sería considerado un funcionario de nivel departamental (tingjuji), pero el hecho de que forme parte del Comité Permanente provincial lo hace ocupar un nivel superior; de hecho, en realidad tendría un rango superior al de un vicegobernador provincial ordinario que no forme parte del Comité Permanente. Por el contrario, el jefe del partido de Pekín suele ser también miembro del Politburó. Por lo tanto, tiene un rango subnacional en virtud de su membresía en el Politburó, que es dos rangos superior al de un Shengwei Changwei típico.

## Cualificaciones y composición

### Profesión
La "profesionalización" gradual de los cuadros del Partido Comunista comenzó en la década de 1990, lo que significó que se hizo más hincapié en la formación académica del candidato, así como en su experiencia. Por ejemplo, muchos de los que fueron promovidos a partir de finales del siglo XX tenían títulos de maestría o doctorado en campos como la economía. En la época de Xi Jinping, tener un título de maestría se había convertido esencialmente en un "requisito estándar" para el ascenso a un Comité Permanente Provincial, y algunos de los promovidos tenían experiencia académica en las mejores universidades del mundo.El tipo de títulos variaba; aunque los másteres en administración de empresas (MBA) eran comunes, otros tenían antecedentes en ingeniería o medicina.

### Edad
En términos de edad, casi todos los Shengwei Changwei que no están sirviendo simultáneamente como jefe del partido o jefe de gobierno tienen entre 45 y 60 años de edad. Es una convención general en el PCCh que los funcionarios de rango subprovincial (viceministro) se jubilen a los 60 años. A menos que asciendan al rango provincial completo, por ejemplo, convirtiéndose en gobernador, jefe provincial del partido o ministro de estado, generalmente renuncian a sus puestos a los 60 años. Por otro lado, los funcionarios menores de 45 años de edad tienen casi ninguna posibilidad de llegar a este nivel de élite de la organización del partido. Por ejemplo, en 2017, la persona más joven con un asiento en un Comité Permanente Provincial era el Secretario General de la organización del partido de Shanghái, Zhuge Yujie (nacido en 1971), que tenía 46 años en el momento de su nombramiento.El efecto de esto es que los Shengwei Changwei generalmente permanecen en el organismo por no más de tres mandatos (cada mandato es de cinco años). El ritmo de rotación de miembros es rápido: las salidas ocurren con frecuencia cuando los miembros alcanzan la edad de jubilación o cuando los individuos son transferidos a otra provincia o a un puesto ministerial.
Desde la década de 1990, la mayoría de los dirigentes nacionales tienen una amplia experiencia regional antes de su ascenso a la cima. Por lo tanto, es posible discernir quiénes pueden ser candidatos para el ascenso al nivel nacional entre los actuales miembros del Comité Permanente provincial simplemente determinando la edad de los candidatos. Se considera que aquellos que tienen entre 40 y 50 años tienen más probabilidades de ascender al nivel siguiente.

### Perfil regional y etnia
A diferencia de los jefes del partido y los gobernadores, que suelen ocupar cargos en diversas localidades durante su carrera, muchos Shengwei Changwei son "nativos" de la provincia en la que ejercen. Hay notables excepciones a esta regla. Por ejemplo, en la provincia de Shanxi, tras el "terremoto" que sacudió a su clase política en 2014, la mayoría del Comité Permanente provincial fue detenido para su investigación, expulsado del organismo o trasladado. El comité "renovado" estaba formado en su mayoría por personas que no eran nativas de la provincia de Shanxi. Desde que Xi Jinping asumió la Secretaría General del Partido Comunista Chino en noviembre de 2012, muchas provincias también han visto a jefes de Inspección Disciplinaria nombrados por el centro y "lanzados" a sus funciones en las provincias.
Antes del gobierno de Xi Jinping, las minorías étnicas, con muy raras excepciones, no ocupaban cargos fuera de su región de origen. Incluso dentro de su región de origen, a menudo ocupaban puestos "simbólicos" (por ejemplo, jefe del Frente Unido, líder sindical o, en algunos casos, ningún otro cargo en absoluto, en esencia, para garantizar el equilibrio étnico en el organismo). Sin embargo, desde 2013, varios funcionarios de minorías étnicas han sido transferidos fuera de sus regiones de origen para ocupar puestos en otras provincias, entre ellos Ulan (mongola), Erkenjen Turahom (uigur) y Liao Guoxun (tujia).

### Género
En julio de 2017, 35 de los 375 shengwei changwei eran mujeres.De las provincias, Hunan tenía la mayor representación de shengwei changwei femeninas en el país: tres miembros del comité permanente de Hunan eran mujeres. El 80% de las shengwei changwei femeninas tenían experiencia previa como jefas del partido en ciudades a nivel de prefectura o jurisdicciones equivalentes. La mayoría de las shengwei changwei femeninas se desempeñaron como jefas de departamentos provinciales del partido, como Frente Unido, Propaganda, Organización, o como líderes de inspección disciplinaria. En 2018, tres mujeres, Bu Xiaolin, Shen Yiqin y Xian Hui (curiosamente, todas minorías étnicas), se desempeñaron como jefas de gobierno; He Rong, Huang Lixin, Ulan y Yu Hongqiu se desempeñaron como subdirectoras del partido, un puesto con una influencia sustancial.

## Carrera posterior
Ser miembro de un comité permanente a nivel provincial se ha convertido en un "prerrequisito" de facto para ascender a niveles superiores del partido y del gobierno. Por ejemplo, todos los miembros del Comité Permanente del 18.º Politburó habían sido en algún momento de su carrera miembros de un comité permanente a nivel provincial. La mayoría de los gobernadores y jefes de partidos a nivel provincial también tienen experiencia previa como miembros de un comité permanente a nivel provincial.
Se considera que algunos puestos de comités permanentes tienen más peso que otros, debido únicamente a la estructura de ascensos y a las convenciones que se han ido consolidando con el paso de los años. El vicesecretario del partido es el puesto de nivel subprovincial más prestigioso; por lo general, se lo considera el último "campo de entrenamiento" antes de un ascenso a gobernador o a un puesto estatal de nivel ministerial. Los jefes del partido de las capitales provinciales u otras ciudades subprovinciales también suelen recibir ascensos; se trata de puestos de gran poder, ya que supervisan aspectos de un área que de otro modo normalmente caería bajo la jurisdicción provincial. Otro puesto que se vigila de cerca es el de secretario general del comité del partido, tal vez debido a la proximidad a la maquinaria de las organizaciones del partido a las que sirve y al perfil juvenil de muchos de sus funcionarios, lo que indica potencial de ascenso.

## Lista
| División administrativa | Comité Provincial                               | No. de miembros |
| Municipios              | Municipios                                      | Municipios      |
| ----------------------- | ----------------------------------------------- | --------------- |
| Pekín                   | Comité Municipal de Pekín                       | 13              |
| Chongqing               | Comité Municipal de Chongqing                   | 12              |
| Shanghái                | Comité Municipal de Shanghái                    | 13              |
| Tianjin                 | Comité Municipal de Tianjin                     | 11              |
| Provincias              |                                                 |                 |
| Anhui                   | Comité Provincial de Anhui                      | 13              |
| Fujian                  | Comité Provincial de Fujian                     | 12              |
| Gansu                   | Comité Provincial de Gansu                      | 11              |
| Guangdong               | Comité Provincial de Guangdong                  | 13              |
| Guizhou                 | Comité Provincial de Guizhou                    | 12              |
| Hainan                  | Comité Provincial de Hainan                     | 13              |
| Hebei                   | Comité Provincial de Hebei                      | 13              |
| Heilongjiang            | Comité Provincial de Heilongjiang               | 13              |
| Henan                   | Comité Provincial de Henan                      | 11              |
| Hubei                   | Comité Provincial de Hubei                      | 10              |
| Hunan                   | Comité Provincial de Hunan                      | 12              |
| Jiangsu                 | Comité Provincial de Jiangsu                    | 13              |
| Jiangxi                 | Comité Provincial de Jiangxi                    | 12              |
| Jilin                   | Comité Provincial de Jilin                      | 12              |
| Liaoning                | Comité Provincial de Liaoning                   | 12              |
| Qinghai                 | Comité Provincial de Qinghai                    | 13              |
| Shaanxi                 | Comité Provincial de Shaanxi                    | 14              |
| Shandong                | Comité Provincial de Shandong                   | 11              |
| Shanxi                  | Comité Provincial de Shanxi                     | 12              |
| Sichuan                 | Comité Provincial de Sichuan                    | 13              |
| Yunnan                  | Comité Provincial de Yunnan                     | 12              |
| Zhejiang                | Comité Provincial de Zhejiang                   | 11              |
| Regiones autónomas      |                                                 |                 |
| Guangxi                 | Comité Regional Autonómico de Guangxi           | 13              |
| Mongolia Interior       | Comité Regional Autonómico de Mongolia Interior | 12              |
| Ningxia                 | Comité Regional Autonómico de Ningxia           | 11              |
| Tíbet                   | Comité Regional Autonómico del Tíbet            | 14              |
| Sinkiang                | Comité Regional Autonómico de Sinkiang          | 15              |

## Organismos inferiores a los Comités Permanentes Provinciales
Por debajo del nivel provincial, todas las jurisdicciones administrativas hasta el nivel de condado tienen sus respectivos Comités Permanentes del Partido (en chino :党委常务委员会o 党委常委会 para abreviar). Al igual que sus contrapartes provinciales, estos comités sirven como el consejo de liderazgo local más alto de facto del Partido Comunista Chino en cualquier área de jurisdicción. La composición del consejo puede compararse con el Comité Permanente del Politburó, el órgano de toma de decisiones más alto de facto del país, pero no es exactamente la misma. Los Comités Permanentes Locales funcionan como el órgano de formulación de políticas más alto dentro del partido, pero técnicamente no tienen poderes ejecutivos del gobierno constitucionalmente.
El Comité Permanente no debe confundirse con un "Comité del Partido" (党委), que es una institución distinta. Un Comité del Partido local es un organismo compuesto por un número mucho mayor de funcionarios en comparación con el Comité Permanente del Partido.
En general, el Comité Permanente del Partido está integrado por quienes ostentan simultáneamente los siguientes cargos:
1. Secretario del Comité del Partido (también conocido como "jefe del partido")
2. Subsecretario del Partido, Gobernador (Alcalde)
3. Secretaria de Inspección Disciplinaria
4. Secretario de Política y Asuntos Jurídicos
5. Vicegobernador Ejecutivo (Vicealcalde)
6. Jefe del Departamento de Organización Local
7. Jefe del Departamento de Propaganda local
8. Secretario General
9. Secretarios de Partido de las subdivisiones más grandes dentro de la jurisdicción